# Latrodectus hystrix
Espèce
Latrodectus hystrix est une espèce d'araignées aranéomorphes de la famille des Theridiidae.

## Distribution
Cette espèce est endémique du Yémen. Elle se rencontre dans la partie continentale et à Socotra.

## Publication originale
- Simon, 1890 : Études arachnologiques. 22e Mémoire. XXXIV. Étude sur les arachnides de l'Yemen. Annales de la Société Entomologique de France, sér. 6, vol. 10, p. 77-124 (texte intégral).